# Liste der Kulturdenkmale in Görzig (Großenhain)
In der Liste der Kulturdenkmale in Görzig sind die Kulturdenkmale des Großenhainer Ortsteils Görzig verzeichnet, die bis Dezember 2020 vom Landesamt für Denkmalpflege Sachsen erfasst wurden (ohne archäologische Kulturdenkmale). Die Anmerkungen sind zu beachten.
Diese Aufzählung ist eine Teilmenge der Liste der Kulturdenkmale in Großenhain.

## Görzig
| Bild                                    | Bezeichnung                                                                                              | Lage                   | Datierung                                                                                      | Beschreibung | ID       |
| --------------------------------------- | --- | ---------------------- | ---------------------------------------------------------------------------------------------- | --- | -------- |
|                                         | Kirche (mit Ausstattung), Kirchhof mit Einfriedung und Denkmal für die Gefallenen des Ersten Weltkrieges | An der Kirche (Karte)  | 1554 (Kirche); 1564 (Taufe); 16. Jahrhundert (Altar); 1837 (Orgel); nach 1918 (Kriegerdenkmal) | Schlichte Saalkirche mit Westturm, von kirchengeschichtlicher und ortshistorischer Bedeutung. - Evangelische Pfarrkirche: Schlichte, auffallend kleine, aber malerische Saalkirche von 1554. Im Jahr 1837 bis auf den Turm erneuert. Der Saal über nahezu quadratischem Grundriss, der rechteckige, gerade Chor eingezogen, Satteldach. Vorgelagerter Westturm auf quadratischem Grundriss, im zweiten Geschoss achteckig. - Im Inneren (Dehio Sachsen Bd. I, S. 408): Emporensaal mit Tonnengewölbe von 1837. Kanzelaltar, der Kanzelkorb wie auch die Taufe von 1564. Seitlich, die Kanzel flankierend, die Flügel und der Schrein des ehemaligen Altars aus Zabeltitz eingelassen. Mit beachtenswerten Schnitzfiguren vom Altar des 16. Jahrhunderts Im ehemaligen Schrein Darstellung des heiligen Georg mit dem Drachen zwischen Christophorus und Rochus, in den Flügeln eine weibliche Heilige mit Buch und Martyrium des heiligen Sebastian. Kleinere Orgel von Gottlob Heinrich Nagel, 1837. - Kriegerdenkmal: Sandsteingrabmal an Kirchwand angebracht, oberer Abschluss Eisernes Kreuz 1914–1918, darunter polierte schwarze Granitplatte mit Namen der Gefallenen, am Fuß des Grabmals graue Granitplatte angelehnt, diese mit Namen der im Zweiten Weltkrieg Gefallenen | 08958683 |
| Direkt Bild zu diesem Denkmal hochladen | Mühlenseitengebäude                                                                                      | An der Mühle 1 (Karte) | 1. Hälfte 19. Jahrhundert, im Kern wohl älter                                                  | Als Teil eines ehemaligen Mühlenkomplexes von ortshistorischer Bedeutung. Erdgeschoss massiv, Obergeschoss Fachwerk, verputzt, hier Ladeluke, Krüppelwalmdach, im Innern Schwarze Küche. | 08958686 |
| Direkt Bild zu diesem Denkmal hochladen | Scheune eines Dreiseithofes                                                                              | An der Mühle 3 (Karte) | 1. Hälfte 19. Jahrhundert                                                                      | Fachwerkscheune, weitgehend original erhaltenes zeit- und landschaftstypisches Gebäude, baugeschichtlich und wirtschaftsgeschichtlich von Bedeutung. Eingeschossiger Bau in Fachwerkkonstruktion, große Holztoreinfahrt, Bereich unter der Traufe verbrettert, Giebel zum Teil Sichtfachwerk, teils Fachwerk verbrettert, Dachüberstand, Satteldach. | 08958687 |

## Tabellenlegende
- Bild: Bild des Kulturdenkmals, ggf. zusätzlich mit einem Link zu weiteren Fotos des Kulturdenkmals im Medienarchiv Wikimedia Commons. Wenn man auf das Kamerasymbol klickt, können Fotos zu Kulturdenkmalen aus dieser Liste hochgeladen werden:
- Bezeichnung: Denkmalgeschützte Objekte und ggf. Bauwerksname des Kulturdenkmals
- Lage: Straßenname und Hausnummer oder Flurstücknummer des Kulturdenkmals. Die Grundsortierung der Liste erfolgt nach dieser Adresse. Der Link (Karte) führt zu verschiedenen Kartendiensten mit der Position des Kulturdenkmals. Fehlt dieser Link, wurden die Koordinaten noch nicht eingetragen. Sind diese bekannt, können sie über ein Tool mit einer Kartenansicht einfach nachgetragen werden. In dieser Kartenansicht sind Kulturdenkmale ohne Koordinaten mit einem roten bzw. orangen Marker dargestellt und können durch Verschieben auf die richtige Position in der Karte mit Koordinaten versehen werden. Kulturdenkmale ohne Bild sind an einem blauen bzw. roten Marker erkennbar.
- Datierung: Baubeginn, Fertigstellung, Datum der Erstnennung oder grobe zeitliche Einordnung entsprechend des Eintrags in der sächsischen Denkmaldatenbank
- Beschreibung: Kurzcharakteristik des Kulturdenkmals entsprechend des Eintrags in der sächsischen Denkmaldatenbank, ggf. ergänzt durch die dort nur selten veröffentlichten Erfassungstexte oder zusätzliche Informationen
- ID: Vom Landesamt für Denkmalpflege Sachsen vergebene, das Kulturdenkmal eindeutig identifizierende Objekt-Nummer. Der Link führt zum PDF-Denkmaldokument des Landesamtes für Denkmalpflege Sachsen. Bei ehemaligen Kulturdenkmalen können die Objektnummern unbekannt sein und deshalb fehlen bzw. die Links von aus der Datenbank entfernten Objektnummern ins Leere führen. Ein ggf. vorhandenes Icon  führt zu den Angaben des Kulturdenkmals bei Wikidata.